# Ла Каса
Ла Каса (итал. La Cassa) је насеље у Италији у округу Торино, региону Пијемонт.
Према процени из 2011. у насељу је живело 1312 становника. Насеље се налази на надморској висини од 375 м.

## Становништво
| 1936. | 1951. | 1961. | 1971. | 1981. | 1991. | 2001. | 2011. |
| ----- | ----- | ----- | ----- | ----- | ----- | ----- | ----- |
| 720   | 750   | 595   | 867   | 936   | 1.056 | 1.326 | 1.781 |